# Håkon le Jeune
Pour les articles homonymes, voir Håkonsson.
Håkon de Norvège dit « le Jeune  » (norvégien: Unge) (1232-1257) co-roi de Norvège de 1240 à 1257

## Biographie
Håkon le Jeune était le second fils de Håkon IV de Norvège et de Margrete Skulesdatter. Né le 10 novembre 1232, à la mort de son frère aîné Olaf Håkonsson en enfance, il est désigné co-roi de Norvège d'abord à  Oyra près de Nidaros le 1er avril 1240, et confirmé devant une représentation nationale plus étoffée à Bergen le 12 avril. La raison de cette nomination est liée à la rébellion du duc Skule, l'éventuelle succession du roi Håkon IV devant être assurée dans l'urgence. Håkon est ensuite couronné avec son père en 1247.
Au printemps de 1249  le « Jeune Roi » est fiancé avec Rikissa, fille du Suédois régent de Suède Birger Jarl Magnusson et  leur union est célébrée à Oslo à l'automne 1251. Ce mariage concrétise une réorientation de  politique étrangère norvégienne, destinée à mettre le Danemark sous pression militaire et politique.  La saga du roi Håkon Håkonsson attache une grande importance à dépeindre les relations étroites entre le « Jeune Roi » et son beau père.
À l'été 1255, il est  envoyé auprès du roi de Castille afin de négocier le mariage de sa sœur, la princesse Christina (norvégien Kristin). Il semble qu'il reste chargé des relations avec l'Espagne jusqu'à sa mort, ce qui démontre qu'il avait un rôle politique indépendant du gouvernement national. Le Jeune Roi tombe malade au printemps 1257 et meurt âgé de seulement 25 ans à Munkeliv (Monastère de Olav) à Tønsberg le 30 avril ou le 5 mai 1257. Il a été inhumé dans l'église d'Hallvard  à Oslo, à côté du roi Sigurd Ier le Croisé.

## Union et postérité
Håkon le Jeune avait épousé en 1251 Rikissa Birgersdotter une fille du régent de Suède Birger Jarl. Richiza (morte le 13 décembre 1288) se remarie dès 1262 avec le prince Henri Ier de Mecklembourg-Werle-Güstrow tué le 8 octobre 1291.
Après le retour de sa mère veuve en Suède, le seul enfant d'Håkon et de Rikissa, Sverre Magnus  (« le Jeune Sverre ») , vécut auprès de son grand-père à Bergen, où il meurt au cours de l'hiver 1260-1261.